# Alice Milliat
Alice Joséphine Marie Milliat (cognome da nubile Million; Nantes, 5 maggio 1884 – Parigi, 19 maggio 1957) è stata una nuotatrice, canoista e dirigente sportiva francese, pioniera dello sport femminile in Francia e nel resto del mondo. Fu cofondatrice e presidentessa della Fédération des sociétés féminines sportives de France (federazione francese delle società sportive femminili) e fu attiva nella lotta per il riconoscimento dello sport femminile a livello internazionale.

## Biografia
Nacque a Nantes dai genitori Hyppolite e Joséphine Million, proprietari di un negozio di alimentari del centro cittadino. Il 10 maggio 1904 Alice sposò l'impiegato Joseph Milliat, il quale morì quattro anni dopo le nozze.
Nel 1909 fonda con Pierre Payssé Femina Sport, primo club sportivo femminile di Francia. Nel 1917 si associa al club En Avant, diretto da Albert Pélan e insieme fondano la Fédération des sociétés féminines sportives de France (FSFSF; federazione francese delle società sportive femminili). Nel 1919 ne diventa presidente portando alla direzione altre due donne: Jeanne Brulé, segretaria generale e  Eliane Thébaut, tesoriera. Dal 1921 la federazione cambiò il nome in Fédération féminine sportive de France (FFSF; federazione francese degli sport femminili).
Il 31 ottobre 1921 Alice Milliat fondò la Fédération Sportive Féminine Internationale (FSFI; federazione sportiva femminile internazionale) che assunse lo scopo di supervisore delle manifestazioni femminili di livello internazionale. In risposta al rifiuto della IAAF di includere le gare femminili all'interno del programma dell'atletica leggera ai Giochi olimpici, la FSFI decise di organizzare una nuova manifestazione internazionale riservata esclusivamente alle donne: i Giochi olimpici femminili.

## I Giochi mondiali femminili
Alice Milliat fu a capo del comitato organizzatore dei Giochi olimpici femminili, da lei ideati per opposizione ai Giochi olimpici, fin dalla loro prima edizione riservati esclusivamente agli uomini.
I primi Giochi olimpici femminili si svolsero a Parigi nel 1922 e videro la partecipazione di 77 atlete provenienti da cinque Paesi.
Per la terza edizione il Comitato Olimpico Internazionale convinse Alice Milliat a cambiare il nome della manifestazione internazionale in cambio dell'apertura alle donne dei Giochi olimpici. La richiesta fu accolta e i Giochi femminili assunsero la denominazione ufficiale di Giochi mondiali femminili, mentre ai Giochi olimpici di Amsterdam 1928 furono introdotte cinque gare riservate alle donne, alle quali presero parte dieci squadre nazionali.
L'ultima edizione dei Giochi mondiali femminili su quella di Londra 1934: in seguito la FSFI fu costretta a cedere il controllo dell'atletica leggera femminile alla IAAF, la federazione internazionale fondata nel 1912 che si occupa di questo sport a livello mondiale.